# Второе мнение (Клан Сопрано)
«Второе мнение» (англ. «Second Opinion») — тридцать третий эпизод телесериал канала HBO «Клан Сопрано» и седьмой в третьем сезоне шоу. Сценарий написал Лоуренс Коннер, режиссёром стал Тим Ван Паттен, а премьера состоялась 8 апреля 2001 года.

## В ролях
- Джеймс Гандольфини — Тони Сопрано
- Лоррейн Бракко — д-р Дженнифер Мелфи
- Эди Фалко — Кармела Сопрано
- Майкл Империоли — Кристофер Молтисанти
- Доминик Кьянезе — Коррадо Сопрано-мл.
- Стивен Ван Зандт — Сильвио Данте
- Тони Сирико — Поли Галтьери
- Роберт Айлер — Энтони Сопрано-мл.
- Джейми-Линн Сиглер — Медоу Сопрано
- Дреа де Маттео — Адриана Ля Сёрва
- Аида Туртурро — Дженис Сопрано *
- Федерико Кастеллуччио — Фурио Джунта
- Стивен Р. Ширрипа — Бобби Баккалиери

* = указана только

### Приглашённые звёзды
- Том Элдридж — Хью Де Анджелис
- Салли Бойар — д-р Краковер
- Дэн Гримальди — Пэтси Паризи
- Тони Хейл — РН Коллинз
- Тони Калем — Энджи Бонпенсьеро
- Сэм Макмюррей — д-р Джон Кеннеди
- Сюзанн Шеперд — Мэри Де Анджелис
- Фрэнк Вуд — Дин Росс

## Сюжет
Дядю Джуниора погружают в наркоз перед операцией по удалению раковой опухоли в желудке. Когда он начинает отключаться, ему мерещатся агенты ФБР, предлагающие вылечить рак, если он будет сотрудничать с ними. Джуниор видит газету «Star-Ledger» со следующим заголовком: «Сопрано обвиняет племянника и получает свободу. Знаменитый свидетель женится на Энджи Дикинсон». В реальности доктор Джон Ф. Кеннеди сообщает Тони Сопрано и его соратникам, что операция прошла успешно, и он удалил из желудка опухоль размером с кулак. Однако во время следующей встречи доктор Кеннеди говорит Джуниору и Бобби Баккалиери, что гистологический анализ свидетельствует о том, что злокачественные клетки могли остаться, поэтому потребуется новая операция. Дядя Джуниор соглашается, так как он полностью доверяет доктору Кеннеди. Однако у Тони другое мнение: он считает, что дядя Джуниор просто одержим тем, что у его врача точно такое же имя, как и у его любимого 35-го президента США Джона Ф. Кеннеди. Тони и дядя Джуниор посещают другого врача в Нью-Йорке, который рекомендует Джуниору пройти лечение химиотерапией. Консилиум онкологов также высказывается в пользу данного решения. Джуниор проходит химиотерапию и страдает от неприятных побочных эффектов. Джуниор пытается связаться с доктором Кеннеди, но тот не отвечает на звонки. Чтобы успокоить своего дядю, Тони и Фурио Джунта навещают доктора Кеннеди на поле для гольфа и запугивают его, чтобы он стал более восприимчивым к Джуниору. В больнице, во время химиотерапии Джуниора, Кеннеди появляется и тепло приветствует его, поддерживая в лечении и призывая Джуниора придерживаться курса, и даёт ему его номер телефона.
Кармела Сопрано посещает сеанс семейной терапии с доктором Мелфи. Она ударяется в слёзы, признавая, что ничего не знает о том, чем на самом деле занимается Тони. Мелфи рекомендует ей доктора Краковера, своего коллегу в Ливингстоне для посещения психотерапевта на регулярной основе. Кармела неохотно звонит доктору Краковеру и соглашается увидеться с ним. Когда она описывает свою ситуацию, она обсуждает профессию своего мужа и её семейное горе. Доктор рекомендует ей покинуть брак (то, о чём Кармела раньше размышляла), так как жизнь Тони действительно опасна, и что его стабильный доход приходит от кровавых денег. Он отказывается принимать любые деньги за сеанс, но советует ей уйти, пока она ещё может. Краковер также предполагает, что Тони возможно может отказаться от своей преступной жизни, и провести время в тюрьме, читая «Преступление и наказание» Фёдора Достоевского, размышляя о своих прошлых ошибках. Он советует Кармеле использовать только законные средства, которые она может собрать, чтобы выжить и вырастить двоих детей без Тони.
Кармела навещает Медоу, которая по-прежнему переживает расставание с Ноем Тенненбаумом и всё ещё злится на отца. Кармела безуспешно пытаться защитить Тони. Кармела обедает с деканом Колумбийского университета, где учится Медоу, который показывает ей проект нового студенческого центра и говорит, что имена спонсоров, которые пожертвуют на строительство больше 50 000 долларов, будут выгравированы на памятной стене. Тони считает декана вымогателем и соглашается дать только 5 тысяч долларов. Позже, подавленная и лежащая на диване (после вышеупомянутого сеанса с Краковером, который сильно её задел), Кармела говорит Тони, что она уже сказала декану, что она даст $50 000. Тони изначально протестует, но когда Кармела говорит ему, что он должен сделать что-то приятное для неё, он соглашается отдать деньги и затем предлагает пойти поужинать.
Поли во время игры в пул в «Bada Bing» спрашивает Кристофера Молтисанти, носит ли он на себе прослушку. Кристофер отрицает обвинение, но когда Поли просит его раздеться догола, чтобы доказать это, он сильно обижается. Поли унижает обнажённого Криса, высмеивая размер его пениса. В 2 часа ночи Поли и Пэтси Паризи неожиданно прибывают на квартиру Кристофера и проводят обыск в поисках заначки. Кристофер расстраивается, когда Поли забирает новую (украденную) дизайнерскую обувь Адрианы для своей комаре и нюхает трусики Адрианы в ящике для белья. Кристофер жалуется Тони на действия Поли, но тот призывать его терпеть и не ныть. Поли устраивает Кристоферу разнос и говорит ему, чтобы он больше не смел ходить жаловаться боссу по поводу разборок между ними. Поли показывает Крису игрушку — поющую рыбу Big Mouth Billy Bass, который Поли планирует подарить Тони (не зная, что Тони такой же игрушкой ранее избил Джорджи, так как аниматронная рыба напомнила ему об убийстве Пусси).
Кармела замечает Энджи Бонпансьеро в супермаркете Pathmark и приглашает её на ужин. Энджи вежливо отказывается, говоря, что её собака очень больна, а она не может позволить себе услуги ветеринара, так как у неё якобы нет денег после исчезновения Пусси. Кармела рассказывает Тони, который отправляется в гости к Энджи и замечает у ворот новый Cadillac. Тони разбивает окна машины бейсбольной битой и гудит в клаксон. Вышедшей из дома Энджи он заявляет, что если ей нужны деньги, то она должна прийти к нему, а не втягивать в это дело Кармелу.

## Производство
- Сцена, где Кармела ждёт в приёмной доктора Мелфи, глядя на зелёную статую, практически идентична начальной сцене из первого эпизода, где Тони сидит в приёмной.
- Майк Николс был изначально выбран на роль доктора Краковера, однако роль в итоге досталась Салли Бойару. Во время оригинального показа эпизода был указан Николс вместе Бойара; это было исправлено для повторов и DVD-релиза; Бойар умер от сердечного приступа 23 марта 2001 года, за две недели выхода эпизода в эфир.

## Название
- Дядя Джуниор ищет второго мнения у другого врача по поводу его лечения рака.
- Кармела получает второе мнение от психотерапевта.

## Другие культурные отсылки
- Адриана утверждает Кристоферу, что она занималась оральным сексом с Пенном Джиллеттом из дуэта Пенна и Теллера в общественном туалете.
- Эпизод включает игрушку Big Mouth Billy Bass, популярную поющую аниматронную рыбу из конца 1990-х. Однако она слишком сильно напоминает Тони о его лучшем друге, которого ему пришлось убить (и более конкретно, сон, в котором Пусси предстал к нему в качестве говорящей рыбы).

## Музыка
- Песня, играющая, когда Кармела навещает Медоу в Колумбии и, снова, во время финальных титр — «Black Books» Нильса Лофгрена.
- Ремикс «Mysterious Ways» U2 играет в Бинге, когда Тони избивает Джорджи Билли Бассом.
- Песни, спетые Big Mouth Billy Bass — «Take Me to the River» Эла Грина и «Y.M.C.A.» Village People. «Y.M.C.A.» была специально записанной версией для игрушки из отдела реквизита «Клана Сопрано» после того, как изначально запланированную песню, «Don’t Worry, Be Happy» Бобби Макферрина, не разрешил лицензировать для шоу сам Макферрин, который не любил взрослый контент телесериала[2].
- «Вариации Гольдберга» Баха слышны, когда Кармела обедает с деканом Колумбийского университета.

## Награды
Эди Фалко выиграла свою вторую премию «Эмми» за лучшую женскую роль в драматическом сериале за своё выступление в этом эпизоде.